# Amtsgericht Schwetz
Das Amtsgericht Schwetz war ein preußisches Amtsgericht mit Sitz in Schwetz.

## Geschichte
In Schwetz bestand von 1849 bis 1879 das Kreisgericht Schwetz. Das königlich preußische Amtsgericht Schwetz wurde mit Wirkung zum 1. Oktober 1879 als eines von fünf Amtsgerichten im Bezirk des Landgerichtes Graudenz im Bezirk des Oberlandesgerichtes Marienwerder gebildet. Der Sitz des Gerichtes war Schwetz. Sein Gerichtsbezirk umfasste den Kreis Schwetz außer den Teilen, die dem Amtsgericht Neuenburg zugeordnet waren. Am Gericht bestanden 1880 sechs Richterstellen. Das Amtsgericht war damit ein großes Amtsgericht im Landgerichtsbezirk. Gerichtstage wurden in Brunstplatz, Jecewo und Osche gehalten. Der Amtsgerichtsbezirk kam aufgrund des Versailler Vertrages 1919 als Teil des Polnischen Korridors zu Polen, und das Amtsgericht stellte seine Arbeit ein. Im Jahre 1939 wurde Polen deutsch besetzt. Im Rahmen der Neuorganisation der Gerichte in Ostdeutschland und im ehemaligen Polen wurden das Amtsgericht Schwetz neu gebildet und erneut dem Landgericht Graudenz zugeordnet.
Im Jahre 1945 wurde der Amtsgerichtsbezirk unter polnische Verwaltung gestellt, und die deutschen Einwohner wurden vertrieben. Damit endete auch die Geschichte des Amtsgerichtes Schwetz. Unter polnischer Verwaltung entstand das Sąd Rejonowy w Świeciu (1950–1975: Sąd Powiatowy w Świeciu).